# Kothmaißling
Kothmaißling ist ein Gemeindeteil von Cham im Regierungsbezirk Oberpfalz in Ostbayern.

## Geografische Lage
Kothmaißling liegt in der Cham-Further Senke direkt am Fluss Chamb. Der Ort liegt zentral im Landkreis Cham zwischen Cham selbst, Bad Kötzting und Furth im Wald. Umliegende Dörfer sind Selling, Windischbergerdorf, Schlammering, Weiding, Raindorf und Perwolfing.

## Geschichte

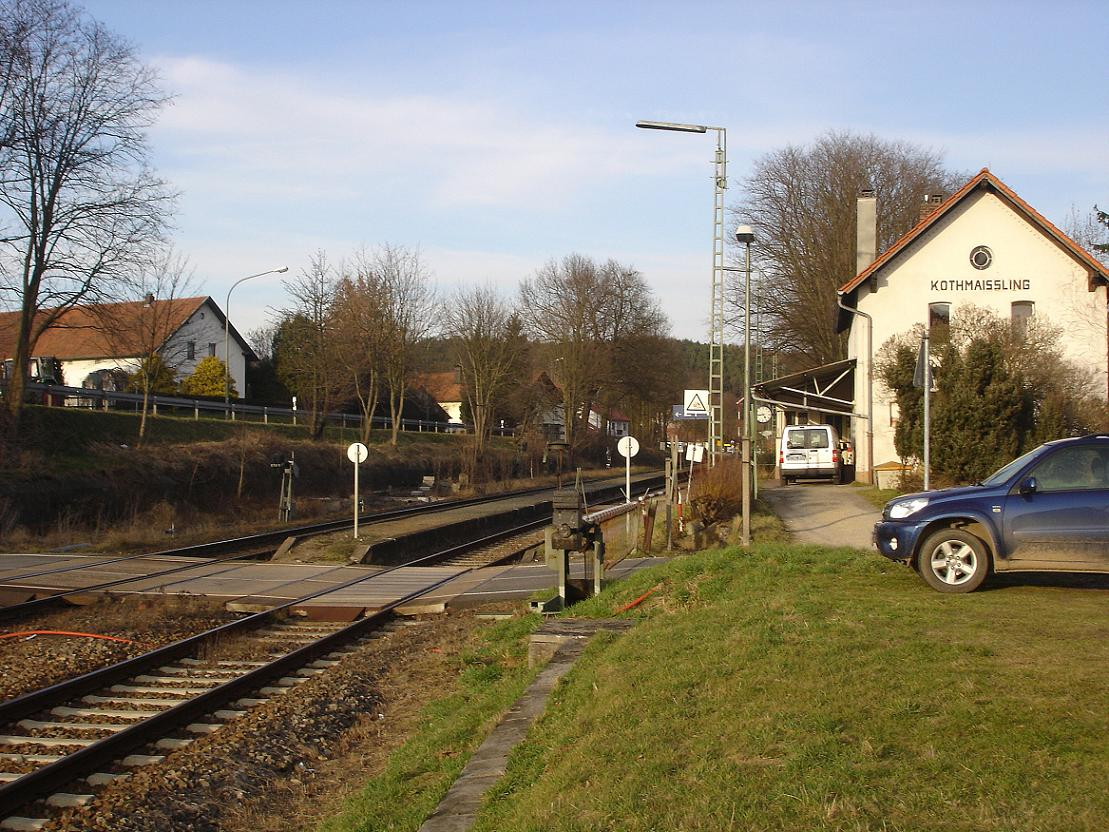
Der Bahnhof von Kothmaißling

Erstmals urkundlich erwähnt wurde die Ortschaft 1118 unter dem Namen „Kozmuzlingen“. Über die Herkunft des Ortsnamens herrscht Unklarheit: So gilt es als wahrscheinlich, dass der Name eine Zusammensetzung aus Kote (Kütte) und dem Eigennamen Maizo ist. Ebenso plausibel gilt die Vermutung, dass sich der Name von böhmischen Freibauern, den Choden, ableitet, die im bayerisch-böhmischen Grenzgebiet zur Sicherung der Reisewege siedelten.
Während des Mittelalters erlebte das Dorf aufgrund seiner Lage an Handelswegen, die durch die Cham-Further Senke von Regensburg und Nürnberg nach Prag führten, einen bedeutenden Aufschwung. Während des Dreißigjährigen Kriegs ist das Dorf 1641 durch das Einwirken schwedischer Truppen allerdings vollständig zerstört und abgebrannt worden.
Einen bedeutenden Fortschritt brachte die 1861 eröffnete Bahnstrecke Cham-Furth im Wald mit einem Bahnhof in Kothmaißling. Dieser Bahnhof war ab 1878 Umschlagplatz für den im Nachbarort Raindorf gewonnenen Granit des Granitwerks Blauberg.
Während der 1970er Jahre wurde die Industriebahn nach Raindorf eingestellt und zurückgebaut. Ebenso wurde die bis dahin durch das Dorf verlaufende Bundesstraße 20 um den Ort herum trassiert, was die Schließung ansässiger Tankstellen und Geschäfte zur Folge hatte.

## Verkehr
Kothmaißling ist verkehrstechnisch im Vergleich mit anderen Dörfern der Umgebung sehr günstig gelegen. Den an der Bahnstrecke Schwandorf–Furth im Wald gelegenen Bahnhof bedienen in beide Richtungen jeweils nahezu stündlich die von der Oberpfalzbahn betriebenen Regionalbahnen. Darüber hinaus bestehen Regional-Express-Verbindungen nach Nürnberg.
Wenige hundert Meter außerhalb des Orts befindet sich eine Auffahrt zu der von der tschechischen Grenze nach Cham verlaufenden Bundesstraße 20.